# Brittany Lincicome
Brittany Lincicome, née le 19 septembre 1985 à St. Petersburg en Floride, est une golfeuse américaine

## Biographie
Entrée sur le circuit LPGA Tour en 2005, elle possède l'un des plus longs drives du circuit féminin. Elle remporte son premier titre au  Championnat du monde féminin de match-play en 2006, tournoi où elle élimine successivement Michelle Wie en quart de finale puis Lorena Ochoa en demi, triomphant de sa compatriote Juli Inkster lors de la finale.
Sa seconde victoire se situe en 2007, saison où elle échoue à la deuxième place au  Kraft Nabisco Championship, obtenant un deuxième Top 10 cette saison dans un Majeurs avec une 7e place lors de l'US Open.
Ces excellents résultats lui permettent de se qualifier directement pour figurer dans l'équipe américaine pour l'édition 2007 de Solheim Cup.
Pour le premier tournoi Majeur de la saison 2009, elle remporte le Kraft Nabisco Championship devançant de un coup sa compatriote Kristy McPherson qui menait à l'issue du troisième tour. Cette victoire est obtenue grâce à un score de 69 sur le dernier tour, dont un eagle réalisé sur le dernier trou du tournoi.
En 2011, elle remporte l'Open féminin du Canada avec un total de 275 coups (68-68-69-70), soit 13 sous le par.
En avril 2015, elle remporte le second tournoi majeur de sa carrière, le Ana Inspiration. Cette victoire s'est jouée en play-off face à l'américaine Stacy Lewis.
En juillet 2018, elle devient en concourant au Barbasol Championship (en) la cinquième femme à participer à un tournoi du PGA Tour masculin, après Babe Zaharias, Suzy Whaley (en), Annika Sorenstam et Michelle Wie. Si elle manque le cut de 9 coups, son second round de 71 fait néanmoins d'elle la seconde femme à réussir une manche sous le par sur le PGA Tour.

## Palmarès

### Solheim Cup
- Participation avec l'équipe américaine pour la Solheim Cup 2007

### LPGA Tour
- 2006 : Championnat du monde féminin de match-play
- 2007 : Ginn Open
- 2009 : Kraft Nabisco Championship
- 2011 : ShopRite LPGA Classic
- 2011 : Open féminin du Canada
- 2015 : Ana Inspiration
- 2017 : Pure Silk-Bahamas LPGA Classic
- 2018 : Pure Silk-Bahamas LPGA Classic